# 山岸隆弘
山岸 隆弘（やまぎし たかひろ）は、1994年4月 - 1995年3月の1年間、NHK衛星第2放送（BS2）で放送された子供向け番組『あさごはんだいすき』、次番組『にこにこぷんがやってきた!』（1995年4月 - 1999年3月の4年間放送）のたいそうのおにいさんである。

## 来歴
NHK衛星第二「あさごはんだいすき」では「隆にいさん」の名前で親しまれ、とてもさわやかなキャラクターのおにいさんであった。また、番組内でのたいそうのおにいさんは2人で構成されており、もう1人のおにいさん・小嶋信之と人気を二分していた。1995年3月、番組が終了。4月より、新番組「にこにこぷんがやってきた!」がスタート。引き続きたいそうのおにいさんとして、1997年3月まで小嶋とともに出演。
2018年現在、横浜市でパン屋を経営している。

## おかあさんといっしょ ファミリーコンサート
| 公演   | タイトル               | 出演者（一部を除く） |
| ------ | ---------------------- | --- |
| 1994年 | すてきなうた だいすき! | 速水けんたろう、茂森あゆみ、佐藤弘道、松野ちか みど、ふぁど、れっしー、そらお 坂田おさむ、美咲あゆむ、飯田ミカ、小嶋信之、山岸隆弘 じゃじゃまる、ぴっころ、ぽろり         |
| 1994年 | 世界のうた こんにちは  | 速水けんたろう、茂森あゆみ、佐藤弘道、松野ちか みど、ふぁど、れっしー、そらお 小嶋信之、山岸隆弘、クロイ・マリー・マクナマラ、ジョンジョン じゃじゃまる、ぴっころ、ぽろり |
| 1995年 | おはなし列車で行こう   | 速水けんたろう、茂森あゆみ、佐藤弘道、松野ちか みど、ふぁど、れっしー、そらお 小嶋信之、山岸隆弘、じゃじゃまる、ぴっころ、ぽろり                                          |